# Андрианова, Светлана Игоревна
Светлана Игоревна Андрианова (род. 14 декабря 1975, Кострома) — российский режиссёр, сценарист и художник анимации. Член Союза кинематографистов России (с 2012 года), экспертного совета Национальной Кинопремии «Икар» (с 2017), киноакадемий «Ника» и «Золотой орел» (с 2018 года). Номинантка и лауреат ряда профильных российских и международных премий, включая несколько номинаций национальной анимационной премии «Икар» и премии в категории «Лучший анимационный фильм» национальных кинематографических премий «Золотой орёл» и «Ника».

## Биография и карьера
Родилась 14 декабря 1975 года в Костроме.
В детстве училась в художественной школе. В 1994 году окончила в Московский академический художественный лицей при институте им. В. И. Сурикова, в 1995 — курсы аниматоров при студии «Пилот», затем поступила во ВГИК (экспериментальная мастерская компьютерной графики и анимации А. М. Горленко и В. П. Колесниковой). В 2004 году получила диплом Высших курсов режиссёров и сценаристов.
Дебютировала в анимации 1997 году как режиссёр, сценарист и художник-аниматор с короткометражкой «Поэт и Луна». Автор множества анимационных фильмов, рекламных роликов и заставок для телепередач.
Лауреат российских национальных кинопремий «Ника» и «Золотой орёл» за мультфильм «Два трамвая»

## Фильмография

### Режиссёр
- 1997 — Поэт и Луна
- 1999 — Мистерия
- 2001 — Извне
- 2011 — Зелёные зубы
- 2011 — Шкода
- 2013 — Немного о себе (альманах «Зелёное яблоко»)
- 2013 — Поздравительная заставка к 20-му фестивалю «Крок»
- 2014 — Звёздочка
- 2015 — Совы нежные
- 2016 — Два трамвая
- 2017 — Жил-был дом
- 2018 — Счастливый билет
- 2019 — Три сестры
- 2023 — Хармс
- 2025 — Связи

### Сценарист
- 1997 — Поэт и Луна
- 1999 — Мистерия
- 2007 — Игрок
- 2013 — Немного о себе (альманах «Зелёное яблоко»)
- 2013 — Поздравительная заставка к 20-му фестивалю «Крок»
- 2014 — Звёздочка
- 2015 — Совы нежные
- 2016 — Два трамвая
- 2018 — Счастливый билет
- 2019 — Три сестры
- 2023 — Хармс
- 2025 — Связи

### Художник-постановщик
- 2007 — Игрок
- 2011 — Зелёные зубы
- 2011 — Шкода
- 2013 — Немного о себе (альманах «Зелёное яблоко»)
- 2013 — Поздравительная заставка к 20-му фестивалю «Крок»
- 2015 — Совы нежные
- 2018 — Счастливый билет
- 2023 — Хармс
- 2025 — Связи

### Художник
- 1997 — Поэт и Луна
- 1999 — Мистерия
- 2001 — Извне
- 2001 — История одного дельца
- 2001 — Песенка о мультипотаме
- 2017 — Жил-был дом
- 2019 — Три сестры

### Оператор
- 2011 — Шкода

### Композинг
- 2015 — Совы нежные
- 2015 — До любви
- 2017 — Жил-был дом

### Аниматор
- 1997 — Поэт и Луна
- 2001 — Песенка о мультипотаме
- 2006 — Буатель
- 2007 — Игрок
- 2007 — Рыбак Оскус-Оол (цикл «Гора самоцветов»)
- 2009 — Очумелов
- 2011 — Зелёные зубы
- 2011 — Шкода
- 2013 — Немного о себе (альманах «Зелёное яблоко»)
- 2013 — Поздравительная заставка к 20-му фестивалю «Крок»
- 2014 — Звёздочка
- 2015 — Совы нежные
- 2016 — Два трамвая
- 2017 — Жил-был дом
- 2018 — Счастливый билет
- 2019 — Три сестры
- 2023 — Хармс
- 2025 — Связи

### Ассистент
- 2000 — Новые бременские

## Номинации и награды

### 2017 год
- «Золотая рыбка» Не́умского фестиваля анимационного кино (Неум, Босния и Герцеговина) в категории «лучшая анимация в других техниках»[5].
- Премия «Грифон» Кинофестиваля в Джиффони[англ.] (Джиффони-Валле-Пьяна, Италия) в категории «лучший короткометражный анимационный фильм для детей 3-5 лет»[6].
- 1-е место конкурса анимационных фильмов и диплом «Лучший фильм в номинации» российского кино «Будем жить» (Москва, Россия)[7].
- Гран-при фестиваля детского и семейного кино «Ноль Плюс» (Тюмень, Россия)[8].
- 1-е место в программе «Премьеры» Большого фестиваля мультфильмов (Москва, Россия)[9].
- 1-я премия на Международном благотворительном кинофестивале «Лучезарный ангел» (Москва, Россия) в категории «анимационное кино»[10].
- Премия зрительского жюри XVI Кинофестиваля в Реджо[итал.] (Реджо-нель-Эмилия, Италия) в категории «семейное кино»[11].
- Специальный приз жюри на XXII Международном фестивале кинофильмов и телепрограмм «Радонеж» (Москва, Россия) в категории «анимационный фильм», разделенный с «Божьим даром» Натальи Федченко, «Шкафчиком» Дарьи Зиминой, «Яблочками-пятками» Марии Сосниной и «Упрямым козлом» Петра Закревского[12].

### 2018 год
- Национальная кинопремия «Золотой орел» в категории «лучший анимационный фильм»[2].
- Национальная кинематографическая премия «Ника» в категории «лучший анимационный фильм»[3].
- Приз детского жюри мини-фестиваля семейного кино «Кинодом» в составе XIII Международного Сретенского Православного Кинофестиваля «Встреча» (Обнинск, Россия) в категории «лучшее детское кино»[13].
- Приз IV Международного кинофестиваля «Восемь женщин» (Москва, Россия) в категории «лучший анимационный фильм»[14].
- Премия зрительских симпатий и особое упоминание на Фестивале анимации Monstra (Лиссабон, Португалия) в категории «от трёх до шести»[15].
- Приз «Золотой кукер» 9 Международного фестиваля анимационных фильмов «Золотой Кукер — София» (София, Болгария) в категории «лучший короткометражный мультфильм (до 10 минут)»[16].
- Special Prize for «Two Trams» and "Public Prize at Festival du Film d’Animation de Savigny (Switzerland)
- Приз 8-го Сингапурского международного фестиваля детского кино Big Eyes, Big Minds (Сингапур) в категории «лучший анимационный фильм»[17].
- Best Animated Short — Reel Shorts Film Festival (Canada)
- Bronze Bundle Award on the O!PLA Animation Festival in Poland
- Best Original Soundtrack & The Social Solidarity- Fevoss Prize
- SAN GIO VERONA VIDEO FESTIVAL 2018
- The best Stop Motion for Children (adult jury) of the Brasil Stop Motion 2018.
- The best children’s film award. XIV Word Festival of Animated Film 2018. Varna (Bulgaria)
- 3-rd place on the 6th Animator Fest (Jagodina, Serbia)2018
- The best animated film on Hsin-Yi Chidren’s Animation Awards (Taiwan) 2018